# Великоізюмівський сільський округ
Великоізю́мівський сільський округ (каз. Үлкен Жүзім ауылдық округі, рос. Большеизюмовский сельский округ) — адміністративна одиниця у складі Тайиншинського району Північноказахстанської області Казахстану. Адміністративний центр — село Великий Ізюм.
Населення — 1597 осіб (2021; 2008 у 2009, 3017 у 1999, 3948 у 1989).
Станом на 1989 рік існували Великоізюмівська сільська рада (села Великий Ізюм, Новоприрічне, Прирічне, Сєверне) та Терновська сільська рада (села Кенес, Тапшил, Терновка), село Октябрське перебувало у складі Заріченської сільської ради. Пізніше село Тапшил увійшло до складу Абайського сільського округу. Село Кенес було ліквідоване 2014 року, село Прирічне — 2015 року, село Терновка — 2018 року.

## Склад
До складу округу входять такі населені пункти:
| Населений пункт    | Старі назви | Населення, осіб (1989) | Населення, осіб (1999) | Населення, осіб (2009) | Населення, осіб (2021) |
| ------------------ | ----------- | ---------------------- | ---------------------- | ---------------------- | ---------------------- |
| Великий Ізюм, село | -           | 1690                   | 1533                   | 1347                   | 1191                   |
| Кенес, село        | -           | 274                    | 147                    | 22                     | -                      |
| Новоприрічне, село | -           | 496                    | 447                    | 393                    | 311                    |
| Октябрське, село   | -           | 285                    | 264                    | 98                     | 46                     |
| Прирічне, село     | -           | 24                     | 11                     | 0                      | -                      |
| Сєверне, село      | -           | 179                    | 152                    | 96                     | 49                     |
| Терновка, село     | -           | 1000                   | 463                    | 52                     | -                      |